# NSZV Ha-Stu
N.S.Z.V. Ha-STU is een Nederlandse studenten-handbalvereniging van de Radboud Universiteit in Nijmegen.
De naam NSZV Ha-Stu staat voor Nijmeegse Studenten Zaalhandbal Vereniging Handbal-Studenten. De vereniging is opgericht door studenten die graag een potje handbalden en daarbij ook gezelligheid zochten. Sinds 1976 doet Ha-STU mee aan de NHV-competitie. Tevens doet de club elk jaar mee aan verschillende studententoernooien.
In het seizoen 2020/2021 tot en met het seizoen 2022/2023 speelde het eerste herenteam van Ha-STU in de tweede divisie. Tegenwoordig speelt het in de hoofdklasse. Het eerste damesteam speelt in de regionale tweede klasse.
Het eerste herenteam van Ha-STU stond in een periode van 2016 tot 2020 in de achtste finales van de landelijke beker.

## Resultaten
- 2016 2e
Hoofdklasse B
- 2017 3e
Tweede divisie B
- 2018 3e
Tweede divisie A
- 2019 8e
Tweede divisie A
- 2021 3e
Tweede divisie A
- 2021
Tweede divisie A
- 2022 10e
Eerste divisie
- 2023 8e
Eerste divisie

- Eerste divisie
- Tweede divisie
- Hoofdklasse

Green Park Handbal Aalsmeer 3 · Aristos Amsterdam · Simons/Artemis '15 · Atomium '61 · BFC 2 · DWS · Ha-STU · IMBO Benelux/Hellas 2 · Houten 2 · Drenth Groep Hurry-Up/E&O 2 · Klaverblad/Oliveo · HV Quintus 2 · Rapiditas ·
De Lange Natuursteen/Unitas · Vlug en Lenig · handbalshop.nl/Witte Ster